# Thomasia
Thomasia är ett släkte av malvaväxter. Thomasia ingår i familjen malvaväxter.

## Bildgalleri

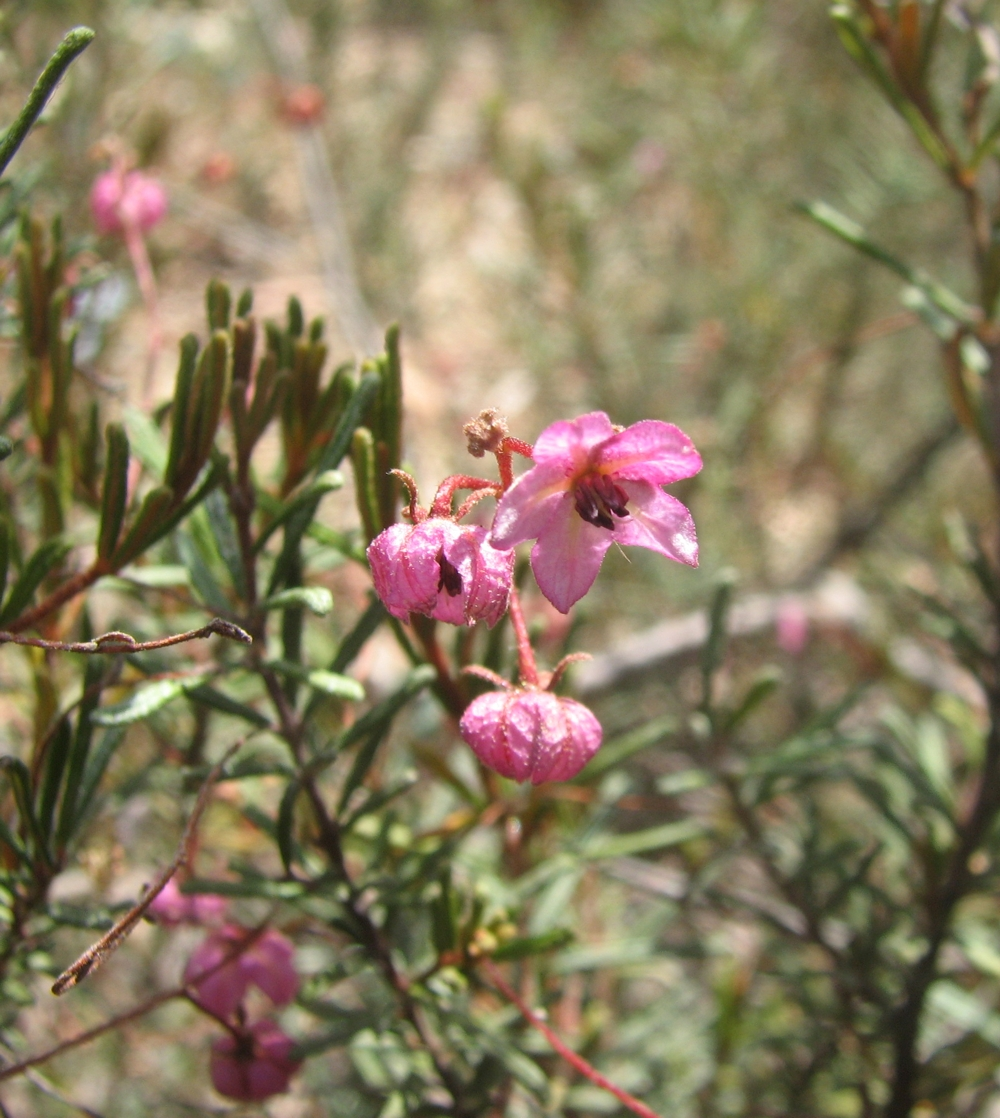
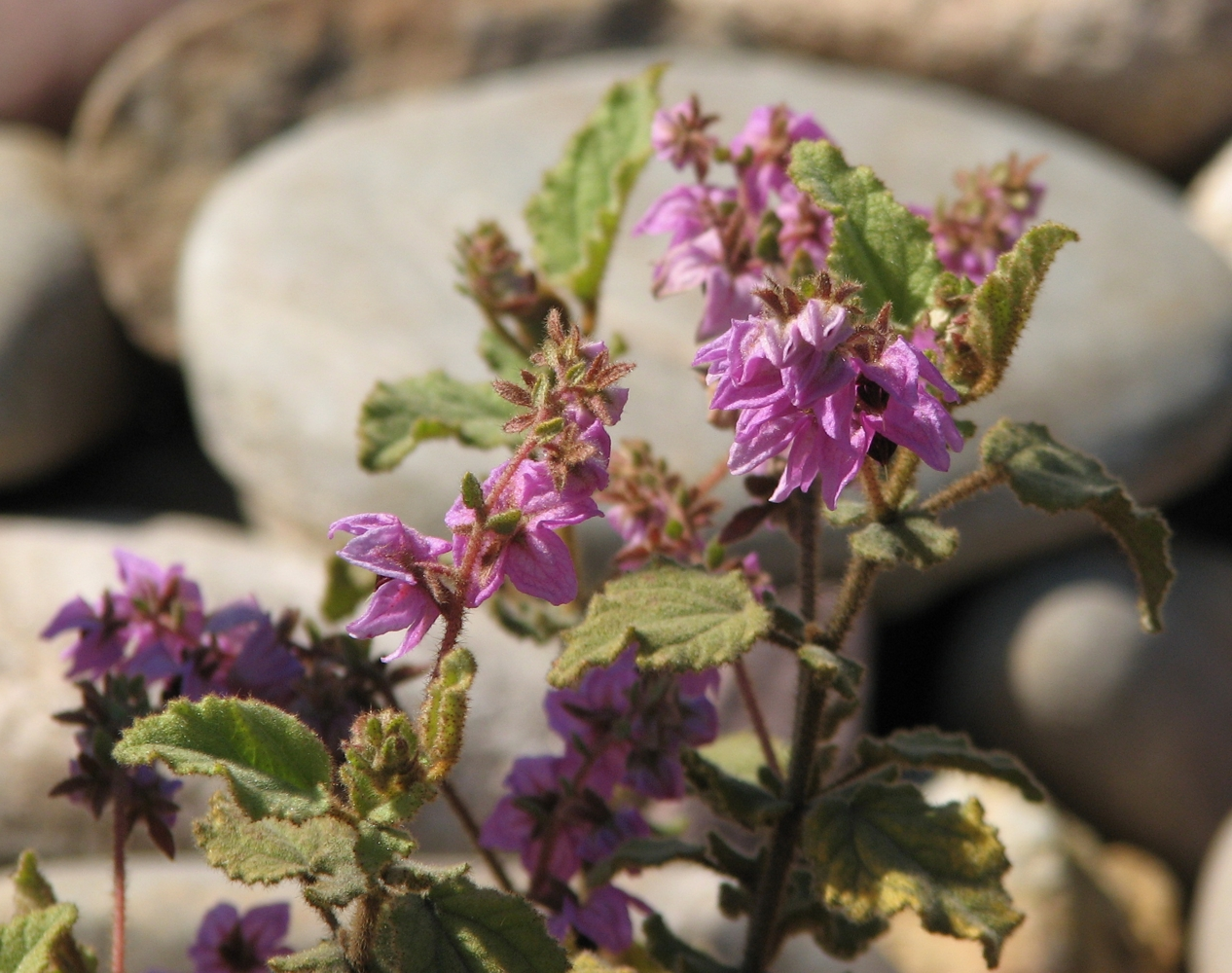
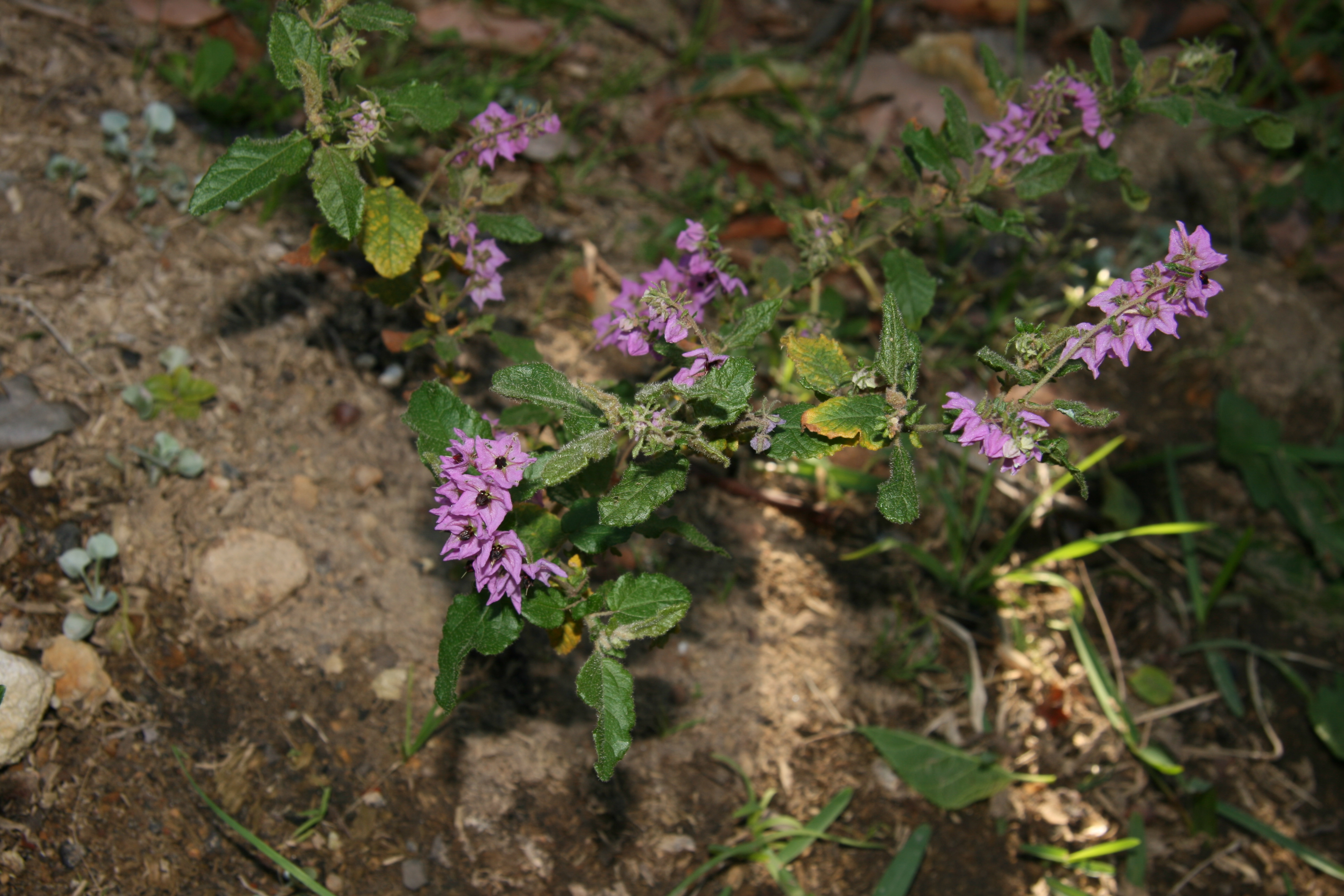

## Dottertaxa tillThomasia, i alfabetisk ordning[1]
- Thomasia angustifolia
- Thomasia brachystachys
- Thomasia cognata
- Thomasia dielsii
- Thomasia discolor
- Thomasia foliosa
- Thomasia formosa
- Thomasia gardneri
- Thomasia glabripetala
- Thomasia glutinosa
- Thomasia grandiflora
- Thomasia laxiflora
- Thomasia macrocalyx
- Thomasia macrocarpa
- Thomasia microphylla
- Thomasia montana
- Thomasia multiflora
- Thomasia pauciflora
- Thomasia petalocalyx
- Thomasia purpurea
- Thomasia pygmaea
- Thomasia quercifolia
- Thomasia rhynchocarpa
- Thomasia rugosa
- Thomasia sarotes
- Thomasia solanacea
- Thomasia stelligera
- Thomasia tenuivestita
- Thomasia tremandroides
- Thomasia triloba
- Thomasia triphylla